# Léninsk (Volgogrado)
Léninsk (del ruso: Ле́нинск) es una ciudad rusa, capital del raión homónimo en la óblast de Volgogrado.
En 2021, la ciudad tenía una población de 13 391 habitantes. En su territorio no hay pedanías.
Se encuentra en la orilla izquierda del río Ajtuba, un distributario del Volga, a 52 km (74 km por carretera) al este de Volgogrado, la capital del óblast. Las ciudades más cercanas a Léninsk son Volzhski (a 33 km al oeste) y Známensk (42 km al este).

## Historia
Léninsk fue creada en 1802 bajo el nombre de Prishinbiskoye (Пришибинское), más tarde rebautizada como Prishib (Пришиб). Este es el nombre de un arroyo que desemboca en el Ajtuba a esta altura. Ese mismo año se erigió la Iglesia de la Madre de Dios de Kazán. El pueblo se convirtió en Léninsk en 1919, en honor de Lenin, y en el centro administrativo de un uyezd. Durante la Segunda Guerra Mundial, debido a su proximidad a Stalingrado, fue conectada a una línea de ferrocarril entre Ajtúbinsk y Stalingrado que tenía la función de reforzar las líneas de comunicación con el frente. Recibió el estatus de ciudad en 1963.

## Demografía
| 1959   | 1970   | 1979   | 1989   | 2002   | 2009   |
| ------ | ------ | ------ | ------ | ------ | ------ |
| 10 100 | 12 100 | 12 200 | 13 100 | 14 866 | 15 473 |

## Economía
Tras la Segunda Guerra Mundial alrededor de Léninsk se desarrolló la agricultura intensiva, por lo que día de hoy, la ciudad es un centro de la industria alimentaria. Existen también empresas dedicadas a la maquinaria agrícola.